# 남부작은대나무여우원숭이
남부작은대나무여우원숭이(Hapalemur meridionalis)는 남부 마다가스카르의 타올라나로가 원 서식지인 대나무여우원숭이의 일종이다. 원래는 비슷한 크기인 동부작은대나무여우원숭이의 아종 중 하나로 제안되었다. 그러나 동부작은대나무여우원숭이보다는 더 검고 붉으며, 꼬리가 짧고, 소리가 다르다. 모식 산지는 만데나이고, 습한 저지대와 저산대 숲에서 서식하는 것으로 믿어진다.
남부작은대나무여우원숭이는 최근의 미토콘드리아 DNA 연구에 의해, 별도의 종으로 더 확고히 지지되고 있다.